# Vicente López y López
Blahoslavený Vicente López y López řeholním jménem Virginio Pedro (27. října 1884 Miraveche – 20. července 1936 Madrid) byl španělský římskokatolický řeholník Kongregace školských bratří a mučedník.

## Život
Narodil se 27. října 1884 v Miraveche. Roku 1900 vstoupil do noviciátu Kongregace školských bratří a přijal jméno Virginio Pedro. V kongregací vynikal svou pracovitostí a zbožností. Ve Valladolidu začal vyučovat na kongregační škole matematiku, literaturu, jazyky, historii a geografii. Poté vyučoval v Cádizu. Později působil jako ředitel školy v Jerez de la Frontera.
Roku 1933 se stal zástupcem ředitele školy v Cuevas. Později se stal ředitelem školy svaté Zuzany v Madridu. Po zahájení Španělská občanská válka v červenci 1936 začali vojáci vraždit představitele a věřící katolické církve. Dne 19. července 1936 vojáci napadli školu, ale Virginio stihl utéct. Následující den ho ve městě pozdravili jeho žáci, čímž ho představitele milice rozpoznali. Začali ho pronásledovat a blízko hřbitova ho zastřelili.

## Proces blahořečení
Po roce 1990 byl v arcidiecézi Madrid zahájen jeho beatifikační proces spolu s dalšími 24 mučedníky Kongregace školských bratří a Řádu karmelitánů. Dne 19. prosince 2011 uznal papež Benedikt XVI. mučednictví této skupiny řeholníků. Blahořečeni byli 13. října 2013 ve skupině 522 mučedníků Španělské občanské války.